# Book TV
Book TV est le nom donné à un programme télévisé américain sur la chaîne C-SPAN2.
Le programme est diffusé depuis le samedi à 8 heures du matin (Heure de l'Est) jusqu'au lundi à 8 heures du matin (Heure de l'Est), soit un programme ininterrompu de 48 heures. Il traite principalement de livres et d'auteurs de non-fiction, sous la forme d'interviews et de couvertures médiatiques des dernières sorties littéraires. Book TV est diffusé sur C-SPAN2 depuis le 12 septembre 1998.